# Северное/Южный Парс

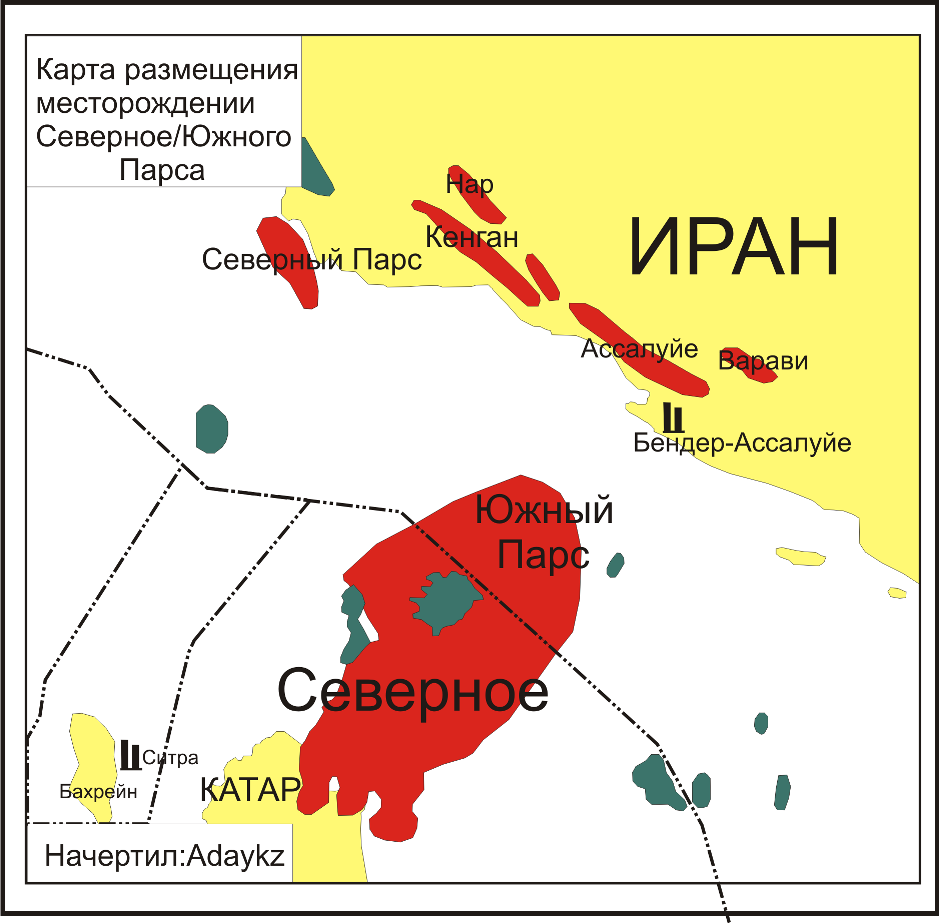
Месторождение Северное/Южный Парс

Северное/Южный Парс — сверхгигантское нефтегазовое месторождение, крупнейшее в мире. Находится в центральной части Персидского залива в территориальных водах Катара (Северное) и Ирана (Южный Парс).
Северное и Южный Парс разделены тектоническим разломом; оба они являются самостоятельными разновозрастными залежами: Северное — поздним мелом, а Южный Парс — триасового возраста.
Запасы Северного/Южного Парса оценивается в 28 трлн м³ газа и 7 млрд тонн нефти (45 млрд баррелей).
Добыча природного газа в 2016 году составила 620 млрд м³.

## Северное
Северное — это южная (катарская) часть газового гиганта Северное/Южный Парс, расположенная в Персидском заливе к северо-востоку от Катара. «Северное» вывело Катар на 3-е место в мире по запасам природного газа.
В состав месторождения «Северное» входит ещё два нефтяных месторождения — Эш-Шахин и Бул-Ханайн.
Запасы месторождения оцениваются в 13,8 трлн м³ и 4,3 млрд тонн нефти (27 млрд баррелей).
Месторождение «Северное» было открыто в 1971 году нефтяной компанией Shell — её скважина North West Dome-1 стала первой на этом гигантском месторождении. Разработка месторождения началась в 1991 году. Для разработки месторождения был построен промышленный город Рас-Лаффан.
Месторождения разрабатывают разные компании, включая наиболее крупные — Qatargas и RasGas.
QatarGas — один из крупных мировых производителей сжиженного природного газа (СПГ), компания была создана с целью эксплуатации и обслуживания активов Qatargas-1, Qatargas-2, Qatargas-3, Qatargas-4, Лаффан НПЗ и другие.
Rasgas это второй по величине производитель СПГ в мире после Qatargas.
Добыча природного газа в 2016 году составила 370 млрд м³.

## Южный Парс
Южный Парс — это северная (иранская) часть газового месторождения, которая расположена в Персидском заливе к северо-востоку от Катара. Южный Парс занимает площадь в 3700 км², оно содержит 8 % мировых запасов газа и 50 % суммарных запасов газа Ирана. Запасы Южного Парса оценивается в 14,2 трлн м³ и 2,7 млрд тонн нефти (18 млрд баррелей).
Южный Парс был открыт в 1990 году. Это относительно легкодоступное месторождение, поскольку оно находится на небольшой глубине и недалеко от берега. Как следствие — низкая себестоимость добычи.
Разработка Южного Парса разделена на 28 участков. Оператором разработки является NIOC. Участниками разработки являются Газпром, Eni и Total.
Газ из Южного Парса по газопроводам отправляется в Ассалуйе, далее — в Индию и Европу.
Правительство Ирана поделило Южный Парс на 28 участков:
- 1-я фаза: Petropars (Иран);
- 2 и 3-я фазы: Total (Франция) — 40 %, Petronas (Малайзия) — 30 %, Газпром (Россия) — 30 %.
- 4 и 5-я фазы: Petropars (Иран), ENI-Agip.
- 6,7 и 8-я фазы: Petropars (Иран), Statoil (Норвегия).
- 9 и 10-я фазы: GS (Южная Корея), OIEC (Иран), IOEC (Иран).
- 11-я фаза: Total (Франция), Petropars (Иран).
- 12-я фаза: Petropars (Иран).
- 13 и 14-я фазы: Shell, Repsol.
- 15 и 16-я фаза: Хатемольанбийа (Иран).
- 17 и 18-я фаза: OIEC (Иран), IOEC (Иран).
- 19-25-я фазы:

Добыча природного газа в 2016 году составляет 250 млрд м³.
Март 2023 г. — открыта 14-я фаза нефтеперерабатывающего завода «Южный Парс»